# Люсі (співачка)
Люсі — українська співачка в жанрі інді-поп. Випустила один альбом та кілька синглів. Видання СЛУХ додало її у перелік найцікавіших молодих виконавців та виконавиць у 2020 році.

## Творчість
Люсі починає свою кар'єру у 2017 році, випускаючи сингли «Досить» та «Марія Магдалина». У 2018-му вона випускає сингл «Ной» та «Забуття», після чого на тривалий час замовкає.
Вихід її альбому постійно відкладався на невизначений час. Так, у 2019-му вона викладає пісню «Мало» і анонсує свій дебютний лонгплей. Він виходить тільки у березні 2020-го, отримавши назву Enigma.
Цього ж року співачка видає сингли «Різні» та «Ніч».

## Дискографія

### Альбоми
- 2020 — «Enigma»

### Сингли
- 2017 — «Досить», «Марія Магдалина»
- 2018 — «Ной», «Забуття»
- 2019 — «Мало»
- 2020 — «Різні», «Ніч»
- 2021 — «Toy», «Tribute», «Подружка», «В танці», «Самокопи», «Сон-трава»

### Спільні роботи
- 2018 — «Прощатися назавжди» (спільно з Электрофорез)
- 2020 — «Новорічна пісня» (спільно з ТУЧА)
- 2021 — «Гребінець» (спільно з Діджей Хокаге)

### Інше
- 2021—2022 — проєкт «Lo-Fi»